# 六合福德祠
24°15′46″N 120°42′48″E / 24.262816°N 120.713423°E
六合福德祠，是位於臺灣臺中市豐原區西湳里的土地祠，原先是永豐餘紙廠廢棄的廟宇，後來受當地人祭祀，並組織慈善團體。

## 沿革
此祠原為永豐餘豐原廠區的土地公廟，在廠內搬遷過兩次，最後坐落在居民詹益生家宅前約20公尺處。因設在工廠內，屬私人廟，過去無外人進入祭祀。
詹益生曾表示說自己從小就知道後院附近有座土地公廟，但從沒機會可參拜。朴子里的永豐餘紙廠搬遷8年多後，2004年有鄰居對詹益生一家人稱有神明託夢，說自家附近有座土地公廟很久沒人照顧。眾人就從詹家後院走小徑、越溪、爬坡，找到該座被老榕樹環抱、年久失修的廟宇，土地公、婆神像也受損。詹家請人為此廟接水電、打掃。
2006年9月6日，豐原消防分隊員、救護志工和居民為土地公和土地婆換新衣，並打掃土地公廟，下月在廟前安排布袋戲表演。豐原消防分隊救護志工劉利仁讀到該年9月《聯合報》報導後，便號召朋友、義消，一起整修此廟，命名為「六合福德祠」。該年11月1日，此座位在豐原消防分隊旁的土地祠動工修建。同年12月30日安座，由台中縣消防局第一大隊長楊純凱率眾燒香祈福，當晚成立「六合福德祠聯誼會」的組織。

## 慈善
六合福德祠聯誼會成立近一年，已捐出近新台幣100萬元善款幫助急難家庭，時有相關捐助生活救助費的個案報導，也捐贈救護車。另外，也有捐助喪葬費或協助安葬，如協助處理有四位兒子自殺的林姓母親後事並將骨灰放置至聚星觀，以及其他個案。廟方理事長張進吉表示，六合福德祠信徒多以當土地公、土地婆代言人自許。為了更有效運用信徒善款，聯誼會向台中市政府申請立案，於2011年6月30日成立慈善會。

## 祭祀
詹益生首次見到此廟後，認為去世的父親被「派」到此廟，和土地神一起守護地方，所以常來參拜。2012年中華民國立法委員選舉期間，六合福德祠對面為第八選區的江啟臣總部，江啟臣常來祭拜。
廟方會舉行土地公祝壽和福宴活動，由信徒自由認購。外燴業者的招標，須準備廚師證照影本和菜單，以聖筊者多寡中選。